# Jeziorowy Indeks Rybny LFI-CEN
Jeziorowy Indeks Rybny LFI-CEN (ang. Lake Fish Index) – wskaźnik służące do oceny stanu lub potencjału ekologicznego jezior na podstawie danych zebranych jednorazowo, z odłowów ichtiofauny, nordyckim zestawem wontonów zgodnie z normą EN 14757. 

## Wyznaczanie LFI-CEN
Do modelowania i obliczeń wykorzystuje się udziały wagowe (%) wszystkich łowionych gatunków ryb w ogólnych odłowach ryb, łowionych nordyckim zestawem wontonów. 
Należy przyjąć stopień zakłócenia środowiska np. przeźroczystość wody, zawartość fosforu, chlorofilu oraz zespolony wskaźnik TSI Carlsona.
Wyznacza się metriksy (zmiennych niezależnych) analizując udziały wagowe (%) gatunków ryb w ogólnych odłowach ryb oraz zmienne charakteryzujące presję na środowisko jeziorne: widzialność krążka Secchiego (SD), zawartość fosforu całkowitego (Ptot), zawartość chlorofilu (Chl-a), a także wyliczone z tych wartości, wskaźniki TSI (Trophic State Index) Carlsona: TSI-SD, TSI-Ptot, TSI-Chl-a oraz TSI średnie. 
Należy wyznaczyć model jeziora posługując się wynikami odłowów nordyckim zestawem wontonów zgodnie z normą EN 1475, z  odrzuceniem wartości skrajnych (10 i 90 percentyl). Z wartości wybranych uprzednio zmiennych (metriksów) z poszczególnych typów jezior wyznacza się oceny cząstkowe, zawarte w przedziałach od 0,00 do 1,00. Niższa wartość odpowiada gorszemu stanowi ekologicznemu jezior, a wyższa wartość – stanowi lepszemu.
OC = (S-Smin)/(Smax-Smin)
gdzie:
OC – ocena cząstkowa dla poszczególnych zmiennych,
S – wartość liczbowa ocenianej zmiennej w ocenianym jeziorze,
Smin – minimalna wartość zmiennej w typie jezior,
Smax – maksymalna wartość zmiennej w typie jezior.
Do bezpośrednich obliczeń LFI-CEN w poszczególnych typach jezior służą matematyczne formuły oraz równania regresji wielokrotnej uzyskane z obliczeń ocen punktowych.  
Y = b0 + b1 X1 + b2 X2 + ... bn Xn
gdzie: 
Y – LFI-CEN, 
X1...Xn – udziały wagowe (%) poszczególnych wskaźników (metriksów), 
b0...bn – współczynniki regresji dla poszczególnych udziałów wskaźników. 

## Sprzęt połowowy
Sprzęt połowowy typu nordyckiego do połowu ryb jest opisany w normie EN 14757 (European Committee for Standardization EN 14757: 2005 (E) – Water quality – Sampling of fi sh with multi-mesh gillnets). Składa się on z dwóch rodzajów wontonów: dennych i pelagicznych.
- Wymiary wontonów dennych - wysokość 1,5 i długość 30 m. Wontony te zbudowane są z dwunastu wysokich na 1,5 m i szerokich na 2,5 m połączonych ze sobą paneli wykonanych z żyłkowej tkaniny sieciowej. Rozmiar oczek w poszczególnych panelach (od 5,0 do 55,0 mm), kolejność poszczególnych paneli w wontonie i grubość żyłki z jakiej wytworzono poszczególne panele regulowana jest normą EN 17457.

- Wymiary wontonów pelagicznych - wysokość, 6,0 m i długość 27,5 m. Wontony te zbudowane są z jedenastu wysokich na 6,0 m i szerokich na 2,5 m połączonych ze sobą paneli wykonanych z żyłkowej tkaniny sieciowej. Rozmiar oczek w poszczególnych panelach wynosi (od 6,25 do 55,0 mm). W wontonach pelagicznych pominięty jest panel o oczku 5,0 mm. Kolejność i grubość żyłki z jakiej wytworzono poszczególne panele jest taka sama jak w wontonach dennych.

Zarówno wontony denne jak i pelagiczne szyte są w górnej części do pływającej linki typu korklina a w dolnej – do tonącej linki typu ołowianka.

## Połowy badawcze nordyckim zestawem wontonów wg normy EN 14757
Połowy badawcze na jeziorach mogą być prowadzone od sierpnia do połowy października. Przed połowem należy zmierzyć temperaturę wody, zawartość tlenu w wodzie i przezroczystość wody wykorzystując miernik termiczno-tlenowy i krążek Secchiego. 
- Wontony denne

Rozstawiane losowo na dnie jeziora, w liczbie i zakresach głębokości określonych normą EN 14757. Liczba użytych wontonów dennych zależy od powierzchni jeziora i jego głębokości, a ich liczba wyliczana jest wg normy EN 14757. 
- Wontony pelagiczne

Stawiane nad najgłębszym miejscem jeziora w jeziorach o głębokość maksymalnej ≥ 6,0 m. Ich liczba zależy tylko od głębokości jeziora. Wontony ustawia się schodkowo, w toni wodnej od powierzchni do dna. Wontony pelagiczne tonące utrzymuje się w zaplanowanej warstwie toni wodnej pławami lub ciężarkami kotwicznymi o wymaganej długość linki. 
Wontony powinny być rozstawione w jeziorze przez około 12 godzin, od późnego popołudnia do rana. Wyjęte wontony umieszcza się w oznakowanych pojemnikach, jeden pojemnik na jeden wonton.
Wybrane ryby oznacza się do gatunku i  waży się każdego osobnika z dokładnością do 0,1 g (małe ryby) lub 1 g (ryby duże).
Reprezentatywną próbę ryb, mierzy się deską pomiarową z dokładnością do 0,1 cm. Mierzona jest długość całkowita ciała od początku pyska do końca płetwy ogonowej (l.t.) i długość ciała od początku pyska do początku płetwy ogonowej (l.c.) w cm. 

## LFI-CEN a ocena stanu ekologicznego jezior
Oceny stanu lub potencjału ekologicznego jezior na podstawie ichtiofauny dokonuje się narzędziem bazodanowym „Jeziorowy Indeks Rybny – Lake Fish Index”. 
Wyniki pomiarów zapisane w arkuszach kalkulacyjnych MS Excel analizuje się pod względem zgodności z normą EN 14757  oraz wyklucza pomyłki dokonane podczas pomiarów. 
W  arkuszu danych dla metody LFI-CEN muszą się znajdować następujące kolumny (w nawiasach podano format i jednostki wprowadzanych danych):
- KodJCWP (np.: PLLW30001);
- Nazwa jeziora (np.: Morzycko);
- Powierzchnia (ha, np.:93,2);
- Głębokość maksymalna (m, np.: 36,1);
- Typ miksji (dwa typy: stratyfikowane i niestratyfikowane);
- Szerokość geograficzna N (WGS-84 w formacie dd,dd, np.: 53,66768);
- Długość geograficzna E (WGS-84 w formacie dd,dd, np.: 21,69129);
- Dorzecze (cztery główne dorzecza: Odra, Wisła, Pregoła, Niemen);
- Województwo (np.: wielkopolskie);
- Ilość wontonów dennych (szt., np.: 40);
- Ilość wontonów pelagicznych (szt., np.: 5);
- Data (miesiąc – cyfra rzymska i rok, np.: X 2011);
- Karp (masa ryb w gramach, np.: 2381,2 puste miejsce traktowane jest przez program jako 0);
- Karaś;
- Karaś srebrzysty;
- Kiełb;
- Lin;
- Różanka;
- Leszcz;
- Krąp;
- Płoć;
- Wzdręga;
- Boleń;
- Jelec;
- Kleń;
- Ukleja;
- Koza;
- Sumik karłowaty;
- Sum;
- Szczupak;
- Stynka;
- Sielawa;
- Sieja;
- Miętus;
- Ciernik;
- Okoń;
- Jazgarz;
- Sandacz;
- Inne

Do „Inne” zaliczono pozostałe gatunki niewymienione w powyższej liście, zazwyczaj łowione są okazjonalnie lub nawet przypadkowo np.: pstrąg potokowy.
Ocena stanu ekologicznego jezior (LFI-CEN) wg EN 14757 dokonywana jest pięciostopniowej skali na podstawie zakresu punktowego LFI-CEN podanego w tabeli poniżej.
Ocena stanu/potencjału ekologicznego jezior na podstawie ichtiofauny wykonana w narzędziu bazodanowym metodą LFI-CEN nie jest oceną ostateczną i podlega dalszej weryfikacji.

## Zastosowanie
Metoda LFI-CEN oceny stanu/potencjału ekologicznego jezior na podstawie ichtiofauny może być stosowana do tych jezior, na których przeprowadzono odłowy nordyckim zestawem wontonów zgodnie z normą EN 14757.